# Судріаш
Судріаш (рум. Sudriaș) — село у повіті Тіміш в Румунії. Входить до складу комуни Траян-Вуя.
Село розташоване на відстані 352 км на північний захід від Бухареста, 62 км на схід від Тімішоари.

## Населення
За даними перепису населення 2002 року у селі проживала 331 особа.
Національний склад населення села:
| Національність | Кількість осіб | Відсоток |
| -------------- | -------------- | -------- |
| румуни         | 302            | 91,2%    |
| цигани         | 21             | 6,3%     |
| українці       | 8              | 2,4%     |

Рідною мовою назвали:
| Мова       | Кількість осіб | Відсоток |
| ---------- | -------------- | -------- |
| румунська  | 324            | 97,9%    |
| українська | 7              | 2,1%     |